# Schoolgebouw

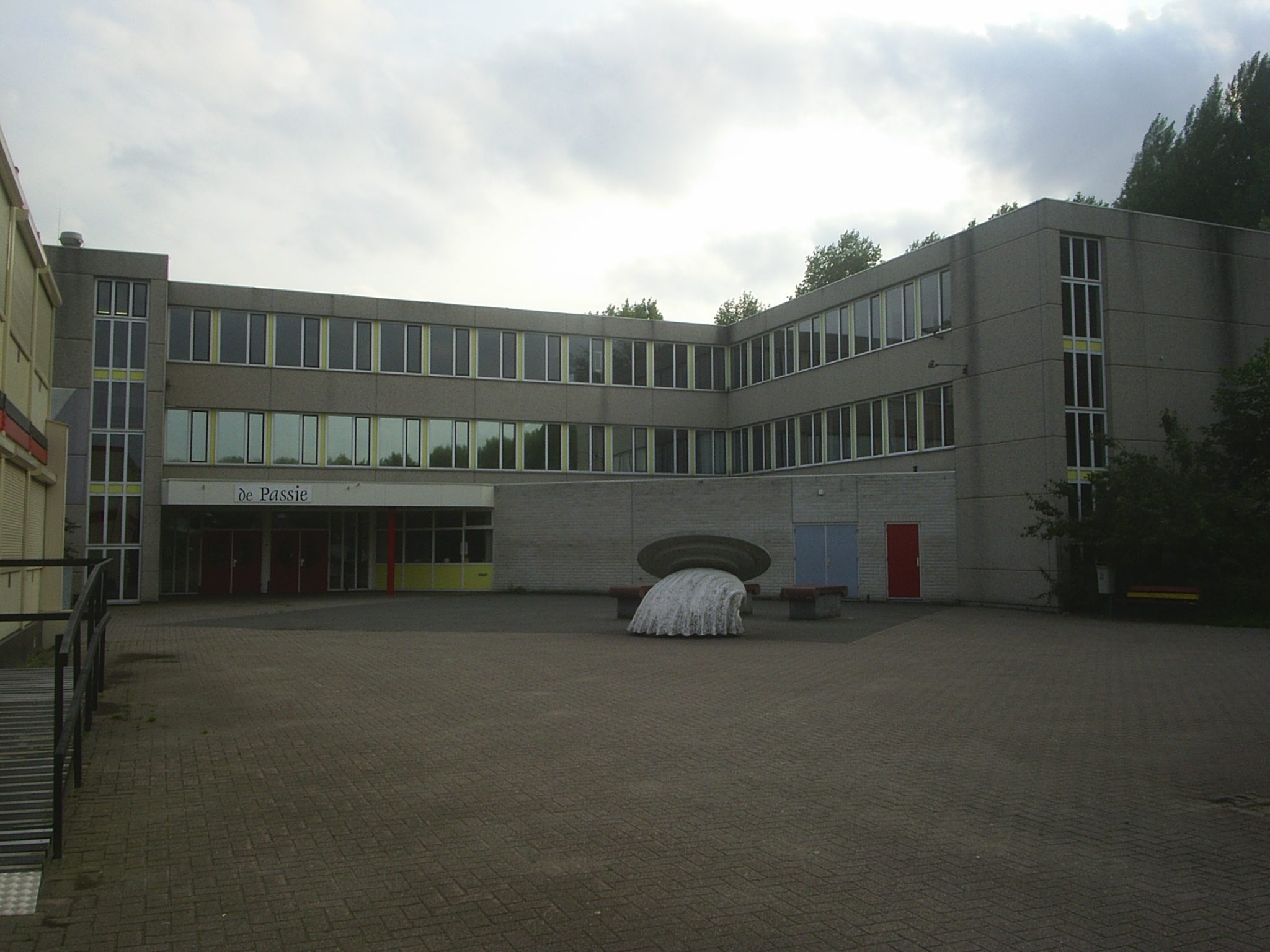
Schoolgebouw in Utrecht

Een schoolgebouw is een gebouw waarin doorgaans een school is gevestigd. De leerlingen volgen hun onderwijs in klaslokalen of andere educatieve ruimtes, zoals in open leerpleinen, studio's of een mediatheek.

## Het gebouw
Hoewel de structuur van een schoolgebouw sterk kan wisselen, zijn er bepaalde onderdelen die gebruikelijk zijn. Zo is er doorgaans sprake van een hoofdingang, waar doorgaans ook een receptie aanwezig is, en middels een gangstructuur komt met bij de diverse ruimtes. Kenmerkend zijn de onderwijsruimtes, doorgaans klaslokalen, maar ook administratieve ruimtes, kabinetten, vergaderzalen, kamers voor vakgroepen, kamers voor management en coördinaat, een mediatheek en natuurlijk gemeenschappelijke ontspanningsruimtes voor zowel leraren als leerlingen (kantines). Catering is daarbij gewenst. Toiletten, bergruimtes, fietsenstallingen en een schoolplein zijn vanzelfsprekend ook nodig.

## Veiligheid
De gemeente, die doorgaans eigenaar is van schoolgebouwen in Nederland, draagt de verantwoordelijkheid voor de veiligheid binnen deze gebouwen. Dit vereist naleving van strikte veiligheidseisen conform Arbowet en het Bouwbesluit, waarbij bijvoorbeeld brandveiligheid en luchtkwaliteit van cruciaal belang zijn. Om een gezonde leeromgeving te creëren, is voldoende ventilatie van het gebouw vereist om de luchtkwaliteit voor zowel leerlingen als docenten op een hoog niveau te houden. Daarnaast moeten schoolgebouwen ook voldoen aan de eisen voor brandveiligheid, zoals de aanwezigheid van een alternatieve uitgang, brandwerend plafond en brandblussers. Verder moeten ze toegankelijk zijn voor mensen met een handicap, bijvoorbeeld door middel van een personenlift in gebouwen met meerdere etages. Hoewel de kosten hiervoor hoog kunnen zijn en de praktische toepasbaarheid beperkt, blijft het van groot belang dat de toegankelijkheid van schoolgebouwen voor iedereen wordt gewaarborgd.

## De klaslokalen
Het klaslokaal is doorgaans de plek waar de leerlingen onderwijs volgen, vaak onder instructie en begeleiding van een leraar. Het klaslokaal is doorgaans aangepast aan de didactische en pedagogische visie van de onderwijsinstelling en de docent-gebruikers. De klaslokalen zijn aldus ontworpen zodat deze een ideale leeromgeving vormt voor leerlingen. Dit is het best haalbaar door ruime klaslokalen met veel lichtinval en weloverwogen kleurgebruik, wat bijdraagt aan bijvoorbeeld de concentratie, energie of creativiteit. De lokalen moeten ook verwarmd zijn in de winter. Standaardmeubilair (stoelen, banken en een krijtbord/whiteboard/smartboard) is ook nodig. Dit alles naar de geldende normen en inzichten tijdens het realiseren van het schoolgebouw.
De klaslokalen zijn meestal ingericht naar het vak dat er wordt gegeven, om zo indirect het leerproces te stimuleren en hier belangstelling voor op te wekken. Zo zal een Frans lokaal bijvoorbeeld een kaart van Frankrijk en Franse filmposters aan de wanden kunnen hebben, treft men in een scheikundelokaal wellicht een posterversie van het periodiek systeem der elementen aan, en kan een aardrijkskundelokaal bijvoorbeeld een bodemkundige kaart van Nederland of een wereldkaart bevatten. Lagere-schoollokalen bevatten vaak tekeningen van de leerlingen, posters, of tekeningen met grootgedrukte letters (boom-roos-vis-vuur-mus-pim). Peuterspeelzalen bevatten vaak een bouwhoek, een knutselhoek en een keukentje.
Lagere scholen en peuterspeelzalen zijn meestal kleiner opgezet dan middelbare scholen. Ze hebben minder leerlingen die meestal uit dezelfde wijk of hetzelfde dorp komen. Er zijn ook minder lokalen, en iedere klas blijft gedurende de hele dag in hetzelfde lokaal en krijgt voornamelijk les van dezelfde leraar.
Bij een middelbare school is dit anders. Het gebouw dient voorzien te zijn van een verscheidenheid aan lokalen, om verschillende vakken te kunnen geven. Voornamelijk zijn er standaardlokalen waarin theoretische vakken gegeven kunnen worden, de zogenaamde AVO-vakken (Algemeen Vormend Onderwijs). Een televisie en stereo moeten ook voorhanden zijn in elke klas of op een mobiele eenheid per gang. Maar er moet ook rekening gehouden worden met de praktijkgerichte vakken, zoals techniek, verzorging, gym en handvaardigheid. Die bijzondere lokalen moeten zodanig zijn ingericht dat er geen problemen kunnen ontstaan bij het geven en volgen van dat vak. In België zijn de voorzieningen van deze lokalen door geldgebrek vaak verouderd.